# لغات منغولية
اللغات المنغوليّة هي مجموعة من اللغات المنتشرة في وسط وشرق آسيا، في منغوليا خصوصاً. إحدى  اللغات الألتائية هي مجموعة لغات تضم ثلاث أسر لغوية وهي:
- اللغات التركية (لغة جمهورية تركيا هي إحدى لغات هذه الأسرة)
- اللغات المنغولية (اللغة الرسمية لجمهورية منغوليا والتي تسمى بلغة الخالخا هي إحدى لغات هذه الأسرة)
- اللغات المنشورية التنغوسية.[3]